# Visumbeleid van Micronesië

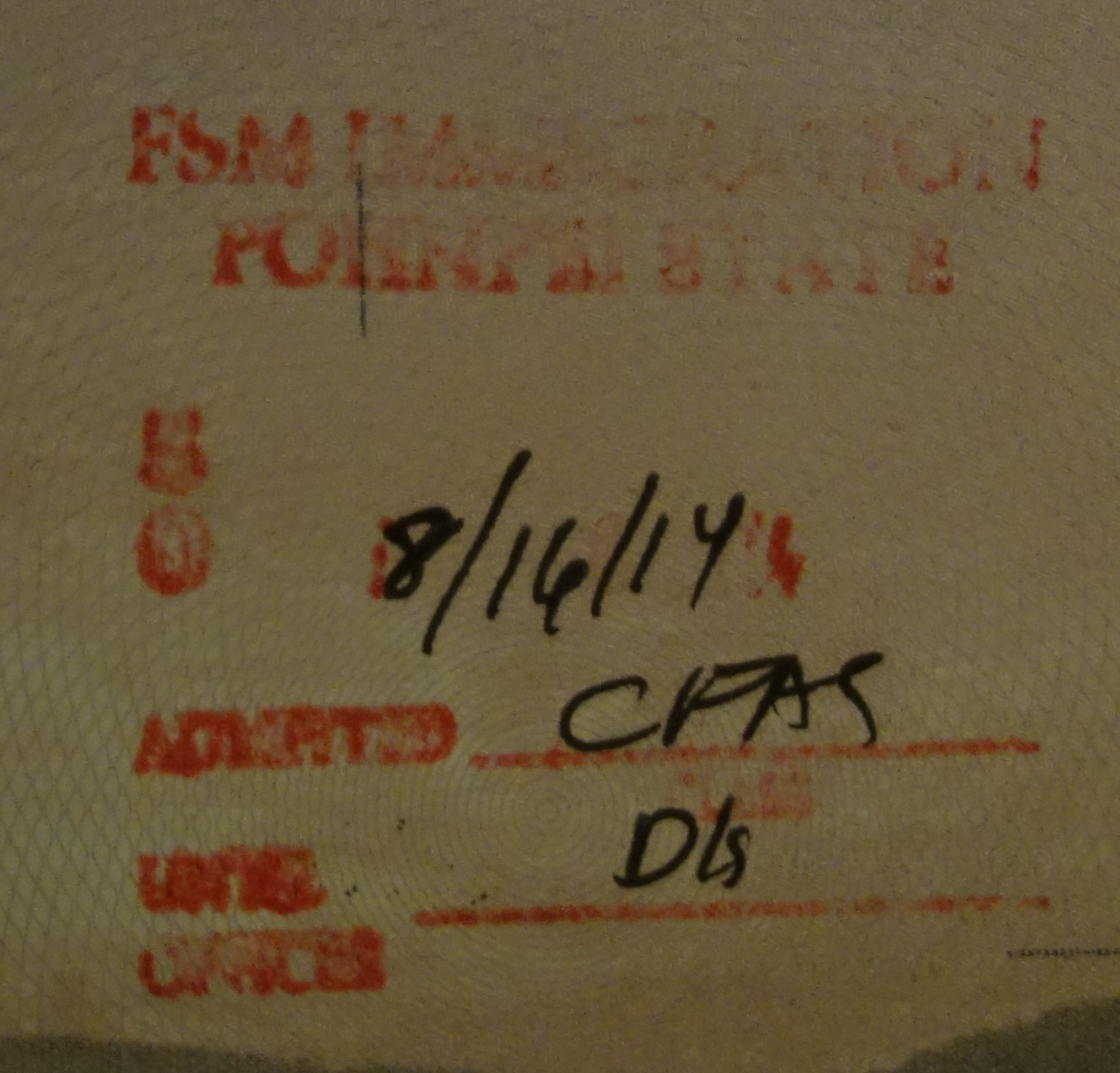
Micronesische paspoortstempel

Alle bezoekers die aankomen in Micronesië moeten een geldig paspoort of ander reisdocument hebben. Het document moet nog minimaal 120 dagen geldig zijn na de datum van binnenkomst. Uitzondering op deze regel zijn de burgers en onderdanen van de Micronesië, Palau, de Marshalleilanden of de Verenigde Staten die ook het staatsburgerschap of de nationaliteit kunnen bewijzen door middel van een geboorteakte of een inreisvergunning. Hun onderdanen krijgen ook een inreisvergunning die maximaal een jaar geldig is. Andere nationaliteiten mogen 30 dagen blijven, een termijn die kan worden verlengd tot 60 dagen.
Micronesia ondertekende op 20 september 2016 een wederzijdse visumvrijstellingsovereenkomst met de Europese Unie. Deze overeenkomst staat alle burgers van staten die deelnamen aan het Akkoord van Schengen toe om zonder visum te verblijven voor een periode van maximaal 90 dagen in een periode van 180 dagen. 

## Kaart visumbeleid

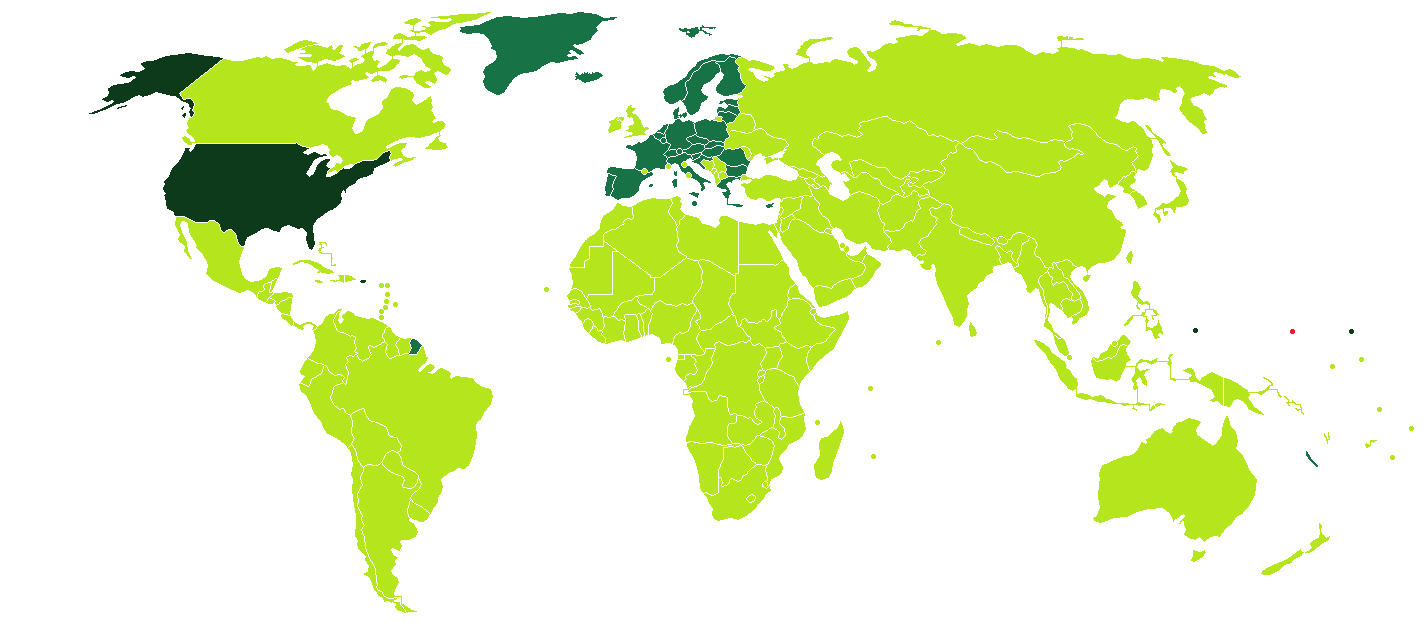
Visumbeleid van Micronesia
Micronesië
Visumvrij (365 dagen)
Visumvrij (90 dagen)
Visumvrij (30 dagen)

## Visumvrije verblijfsperiode
Inwoners van de volgende landen kunnen Micronesië binnenkomen voor de volgende periodes: 

## Statistieken
De meeste bezoekers die naar Micronesië kwamen, kwamen uit de volgende landen: 
| Rang | land of territorium | 2015   | 2014   | 2013   |
| ---- | ------------------- | ------ | ------ | ------ |
| 1    | Verenigde Staten    | 6.671  | 7.953  | 7.967  |
| 2    | Filipijnen          | 5.038  | 5.787  | 6.486  |
| 3    | Japan               | 3.397  | 4.126  | 4.570  |
| 4    | China               | 2.495  | 2.732  | 4.531  |
| 5    | Australië           | 1.075  | 1.288  | 1.429  |
| 6    | Nieuw-Zeeland       | 286    | 301    | 310    |
| 7    | Canada              | 220    | 291    | 391    |
| 8    | Overig Azië         | 5.759  | 7.310  | 10.472 |
| 9    | Pacifische eilanden | 2.839  | 2.747  | 2.584  |
| 10   | Europa              | 2.163  | 2.531  | 2.981  |
|      | Totaal              | 30.240 | 35.440 | 42.109 |